# Werner L. Maier
Werner Lucas Maier (* 1966 en Bad Hersfeld, Alemania) es un exjugador alemán de fútbol americano de las décadas de los 80s y 90s y es presidente Munich Cowboys (cowboys muniqués) desde el 2006.
La familia Maier se trasladó a Múnich en 1981. Después de su abitur (bachillerato alemán) en la Preparatoria Asam en Múnich en 1987 estudió filosofía del derecho en la Universidad de Augsburgo y la Universidad de Múnich.
Después de trasladarse a Múnich en 1981 comenzó a jugar en el equipo de fútbol americano juvenil de los Munich Cowboys. De 1985 a 1995, jugó en el German Football League, también estuvo capitán en el subcampeonato nacional en 1992 y campeonato nacional en 1993, cuando los Cowboys ganaron el German Bowl (bowl alemán). Durante sus estudios universitarios trabajó como asistente de redacción del fútbol americano para varios emisores de televisión, posteriormente como árbitro y docente de flag football para el deportivo universitario. Además organizó varios eventos del fútbol americano.
Desde el 1997, ejerce como abogado en su bufete.